# 沿ドニエストル共和国の国旗
沿ドニエストル共和国の国旗（えんドニエストルきょうわこくのこっき）は、モルドバ東部の独立国家・沿ドニエストル共和国の国旗である。
この旗は、旧ソビエト連邦を構成する一国家であったモルダビア・ソビエト社会主義共和国で1952年から1990年まで使用された国旗とほぼ同一のデザインで、1990年に沿ドニエストル州が「沿ドニエストル・ソビエト社会主義共和国」として独立を宣言した翌年の1991年に沿ドニエストル国旗として制定された。

大統領旗 (縦横比1対1)
? 民間用旗 (縦横比1対2)
併用される第2国旗 (縦横比1対2)
? 縦横比2:3の別タイプ

公用旗のデザインは共産主義のシンボルである鎌と槌、赤い星が左上に描かれているが、このシンボルを描かないデザインの旗も民間旗として使用が認められており、一般には後者が使用されることが多い。また、公用旗の縦横比は1対2と定められているが、民間旗については縦横比の定めが無く、公用旗と異なる比率の旗が使用されることも少なくない。
2017年4月12日に最高会議はロシアの国旗と配色が同じ第2国旗を制定し、従来の国旗と併用されることとなった。第2国旗の縦横比は1対2で、ロシア国旗の縦横比2対3とは異なる。
2017年以降は、国旗から共産主義のシンボル（ハンマーと鎌）を撤去する問題を議論している。 君主制運動の代表者は、ロシア帝国の紋章を右上隅に置くことを提案し、それによってトランスニストリアとロシアの関係を強調することを意図している。